# جورج جوميز
جورج جوميز (بالإنجليزية: George Gomez)‏ هو مهندس أمريكي، ولد في 3 ديسمبر 1955.